# Liz Clay
Liz Clay, född 9 maj 1995, är en australisk friidrottare. Hon deltog vid olympiska sommarspelen 2020.